# Barrême
Pour les articles homonymes, voir Barrême (homonymie).
Ne doit pas être confondu avec Bargème.
Barrême est une commune française située dans le département des Alpes-de-Haute-Provence, en région Provence-Alpes-Côte d'Azur.
Le nom de ses habitants est Barrémois.

## Géographie
Le village est situé à 722 m d’altitude et se trouve à 118 km de Nice, 30 km de Digne-les-Bains, 90 km de Grasse et à 76 km de Draguignan.

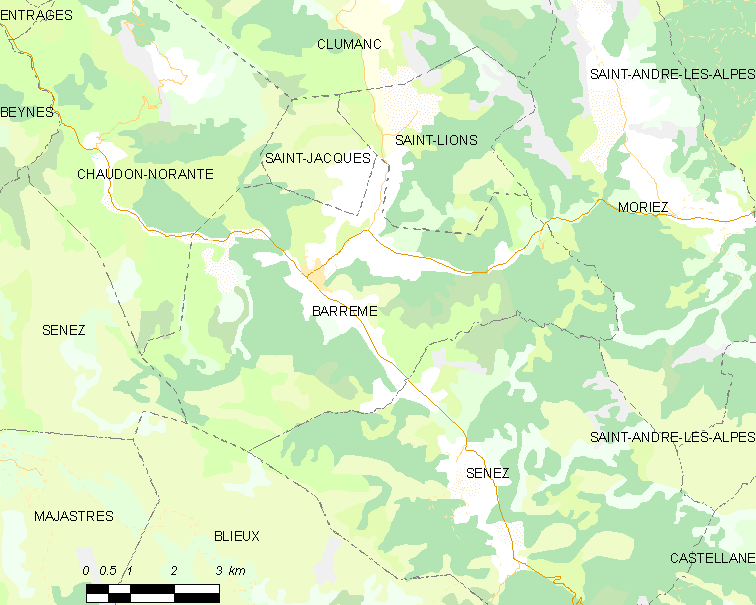
Barrême et les communes voisines (cliquez sur la carte pour accéder à une grande carte avec la légende).

Les communes limitrophes de Barrême sont Saint-Jacques, Saint-Lions, Moriez, Senez, Blieux, Senez à nouveau (enclave du Poil) et Chaudon-Norante.

### Géologie
Le périmètre de protection de la réserve naturelle géologique de Haute-Provence couvre également la commune de Barrême.
La commune attire des géologues du monde entier du fait de sa richesse en fossiles caractéristiques (les ammonites). Elle a donné son nom à un étage du Mésozoïque (ou ère secondaire) : le Barrémien (4e étage du Crétacé inférieur).

### Relief

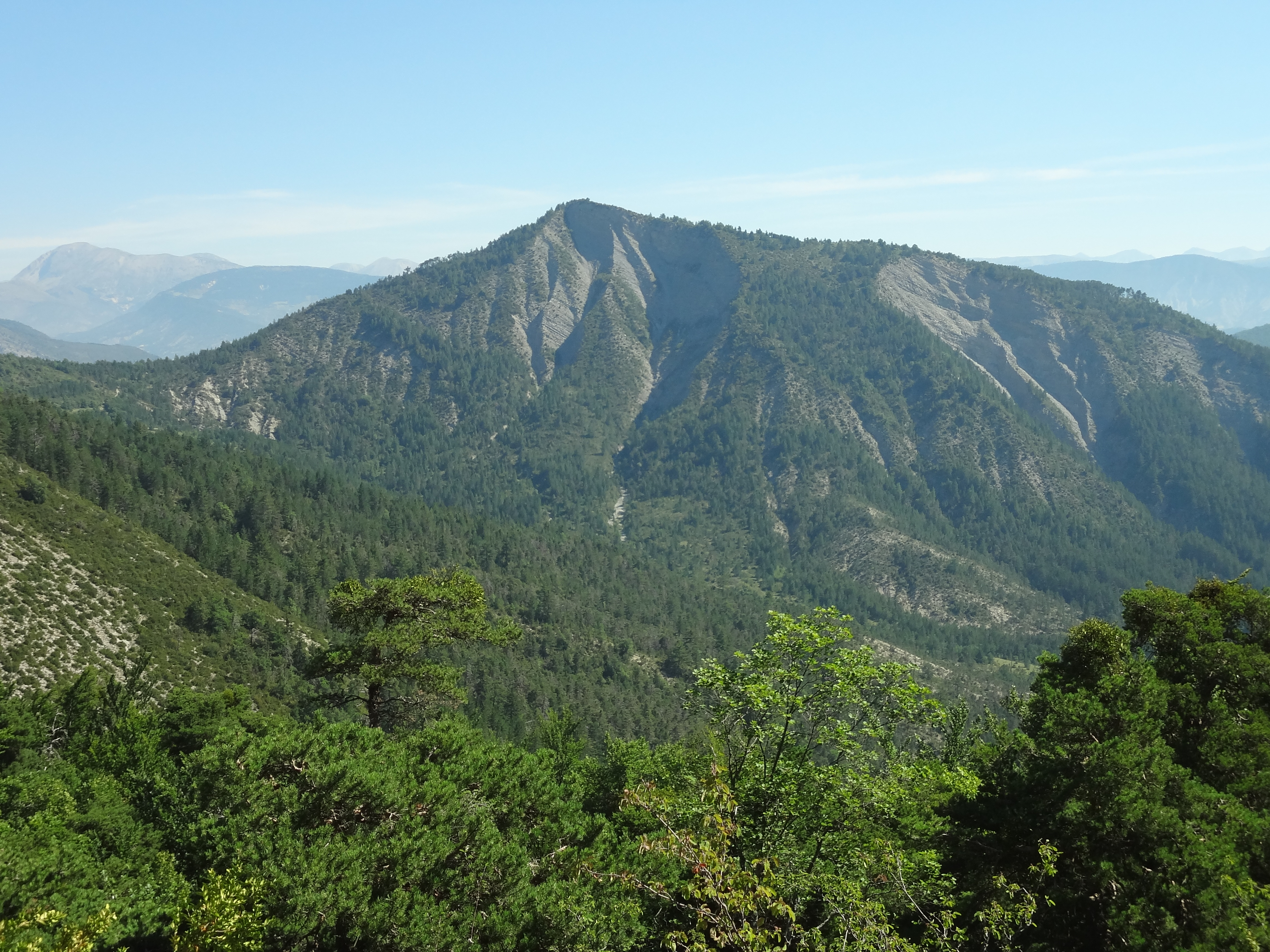
Sommet de Tourap, une des petites montagnes de Barrême (1240 m).

La commune s’étend aux confluents des Asse de Moriez, Asse de Clumanc et Asse de Blieux.
La partie de la commune située sur la rive gauche de l’Asse de Blieux fait partie du massif du Montdenier.
- Col des Lèques

### Hydrographie et les eaux souterraines
Sur le territoire de la commune, l’Asse forme le Saut du Loup.
Cours d'eau sur la commune ou à son aval :
- rivières l'Asse de Clumanc, l'Asse de Moriez, l'Asse,
- ravins Saint-Martin, du Riou d'Ourgeas.

### Environnement
La commune compte 1 860 ha de bois et forêts, soit la moitié de sa superficie.

### Risques naturels et technologiques
Aucune des 198 communes du département n'est en zone de risque sismique nul. L'ancien canton de Barrême est en zone 1b (risque faible) selon la classification déterministe de 1991, basée sur les séismes historiques, et en zone 4 (risque moyen) selon la classification probabiliste EC8 de 2011. La commune de Barrême est également exposée à trois autres risques naturels :
- feu de forêt,
- inondation (dans la vallée de l’Asse),
- mouvement de terrain[6].

La commune de Barrême est également exposée à un risque d’origine technologique, celui de transport de matières dangereuses. Les routes nationales 85 et 202 peuvent être empruntées par les transports routiers de marchandises dangereuses.
Aucun plan de prévention des risques naturels prévisibles (PPR) n’existe pour la commune ; le Dicrim existe depuis 2011.
La commune a été l’objet de plusieurs arrêtés de catastrophe naturelle : en 1984 pour un tremblement de terre, pour des inondations, glissement de terrain et coulées de boue en 1994, 1996, 2008 et 2011. Outre celui de 1984, et celui du 27 septembre 1911 dont l’épicentre se trouve dans la commune et ne fut pas ressenti, le séisme ressenti de la façon la plus sensible est celui du 19 mars 1935 (épicentre à Saint-Clément, dans les Hautes-Alpes).

### Transports
La commune est desservie par le chemin de fer de la ligne de Nice à Digne, qui a deux arrêts sur la commune, à l’arrêt facultatif de Gévaudan et à la gare de Barrême. Elle est au carrefour des RN 202, RN 85 et RD 4085, qui est l’ancienne RN 85 départementalisée. RN 85 et RD 4085 font partie de la route Napoléon.

### Hameaux
- Gévaudan, sur un sommet proche de la route nationale 202
- la Basse-Palud

### Climat
Pour des articles plus généraux, voir Climat de Provence-Alpes-Côte d'Azur et Climat des Alpes-de-Haute-Provence.
En 2010, le climat de la commune est de type climat méditerranéen altéré, selon une étude du Centre national de la recherche scientifique s'appuyant sur une série de données couvrant la période 1971-2000. En 2020, Météo-France publie une typologie des climats de la France métropolitaine dans laquelle la commune est exposée à un climat de montagne ou de marges de montagne et est dans la région climatique Alpes du sud, caractérisée par une pluviométrie annuelle de 850 à 1 000 mm, minimale en été.
Pour la période 1971-2000, la température annuelle moyenne est de 11,1 °C, avec une amplitude thermique annuelle de 16,6 °C. Le cumul annuel moyen de précipitations est de 850 mm, avec 6,3 jours de précipitations en janvier et 5 jours en juillet. Pour la période 1991-2020, la température moyenne annuelle observée sur la station météorologique de Météo-France la plus proche, « La Mure-Argens », sur la commune de La Mure-Argens à 13 km à vol d'oiseau, est de 9,8 °C et le cumul annuel moyen de précipitations est de 891,5 mm. 
La température maximale relevée sur cette station est de 37,3 °C, atteinte le 28 juin 2019 ; la température minimale est de −21,9 °C, atteinte le 7 février 2012,,.
Les paramètres climatiques de la commune ont été estimés pour le milieu du siècle (2041-2070) selon différents scénarios d'émission de gaz à effet de serre à partir des nouvelles projections climatiques de référence DRIAS-2020. Ils sont consultables sur un site dédié publié par Météo-France en novembre 2022.

## Urbanisme

### Typologie
Au 1er janvier 2024, Barrême est catégorisée commune rurale à habitat dispersé, selon la nouvelle grille communale de densité à 7 niveaux définie par l'Insee en 2022.
Elle est située hors unité urbaine. Par ailleurs la commune fait partie de l'aire d'attraction de Digne-les-Bains, dont elle est une commune de la couronne,. Cette aire, qui regroupe 34 communes, est catégorisée dans les aires de moins de 50 000 habitants,.

### Occupation des sols
L'occupation des sols de la commune, telle qu'elle ressort de la base de données européenne d’occupation biophysique des sols Corine Land Cover (CLC), est marquée par l'importance des forêts et milieux semi-naturels (81,4 % en 2018), en diminution par rapport à 1990 (84,1 %). La répartition détaillée en 2018 est la suivante : 
forêts (62,9 %), zones agricoles hétérogènes (17,8 %), milieux à végétation arbustive et/ou herbacée (15,8 %), espaces ouverts, sans ou avec peu de végétation (2,7 %), zones urbanisées (0,8 %).
L'évolution de l’occupation des sols de la commune et de ses infrastructures peut être observée sur les différentes représentations cartographiques du territoire : la carte de Cassini (XVIIIe siècle), la carte d'état-major (1820-1866) et les cartes ou photos aériennes de l'IGN pour la période actuelle (1950 à aujourd'hui).

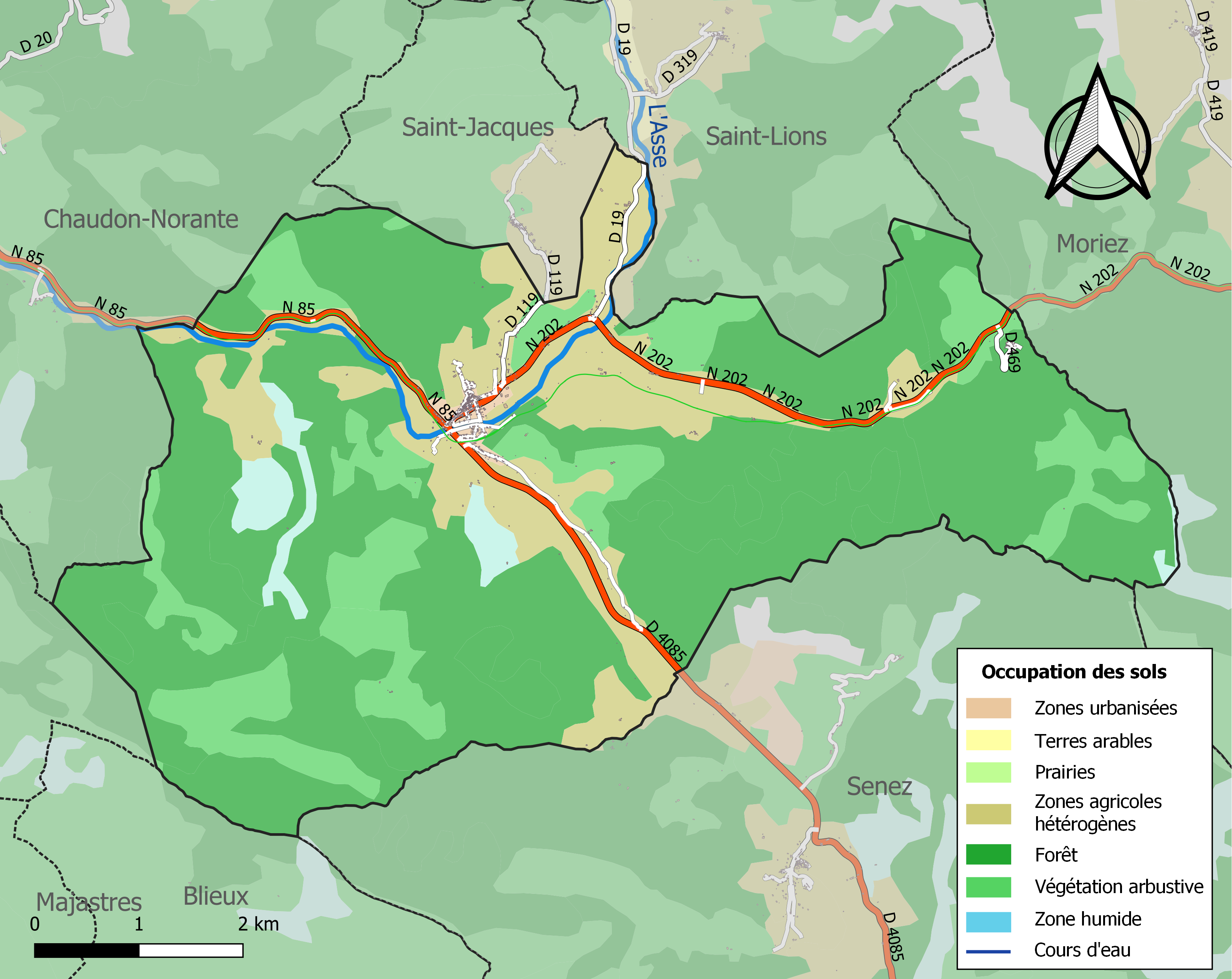
Carte de l'occupation des sols de la commune en 2018 (CLC).

## Toponymie
La localité est citée sous la forme sancti Jacobi de Barrema en 1215 dans la liste du Pedis, fin du XIIe siècle, liste qui spécifie l'existence de l'église Saint-Jacob et du château de Barrême.
Le nom est formé sur la racine oronymique (désignant une montagne) *BAR. Selon Rostaing, ce toponyme serait antérieur aux Gaulois.
Le nom du village de Gévaudan est probablement issu de Gabalatanus, dont l’origine serait un domaine fondé par un Gaulois de la tribu Gabali,.
Le nom s’écrit Barrema en vivaro-alpin et dans la norme classique du provençal mais Barrèmo dans la norme mistralienne.

## Histoire

### Moyen Âge
Auguste fait la conquête de la vallée des Asses en même temps que celle des Alpes, qu’il achève en 14 av. J.-C.. À la fin de l’Empire romain, le rattachement de la vallée des Asses à la civitas de Sanitensium (Senez), et à son diocèse, est certain.
Barrême apparaît pour la première fois dans les chartes en 1040, alors qu’il vient d’être détruit par un incendie,. Le village, qui était établi sur le col Saint-Jean et fortifié, se reconstruit dans la plaine.

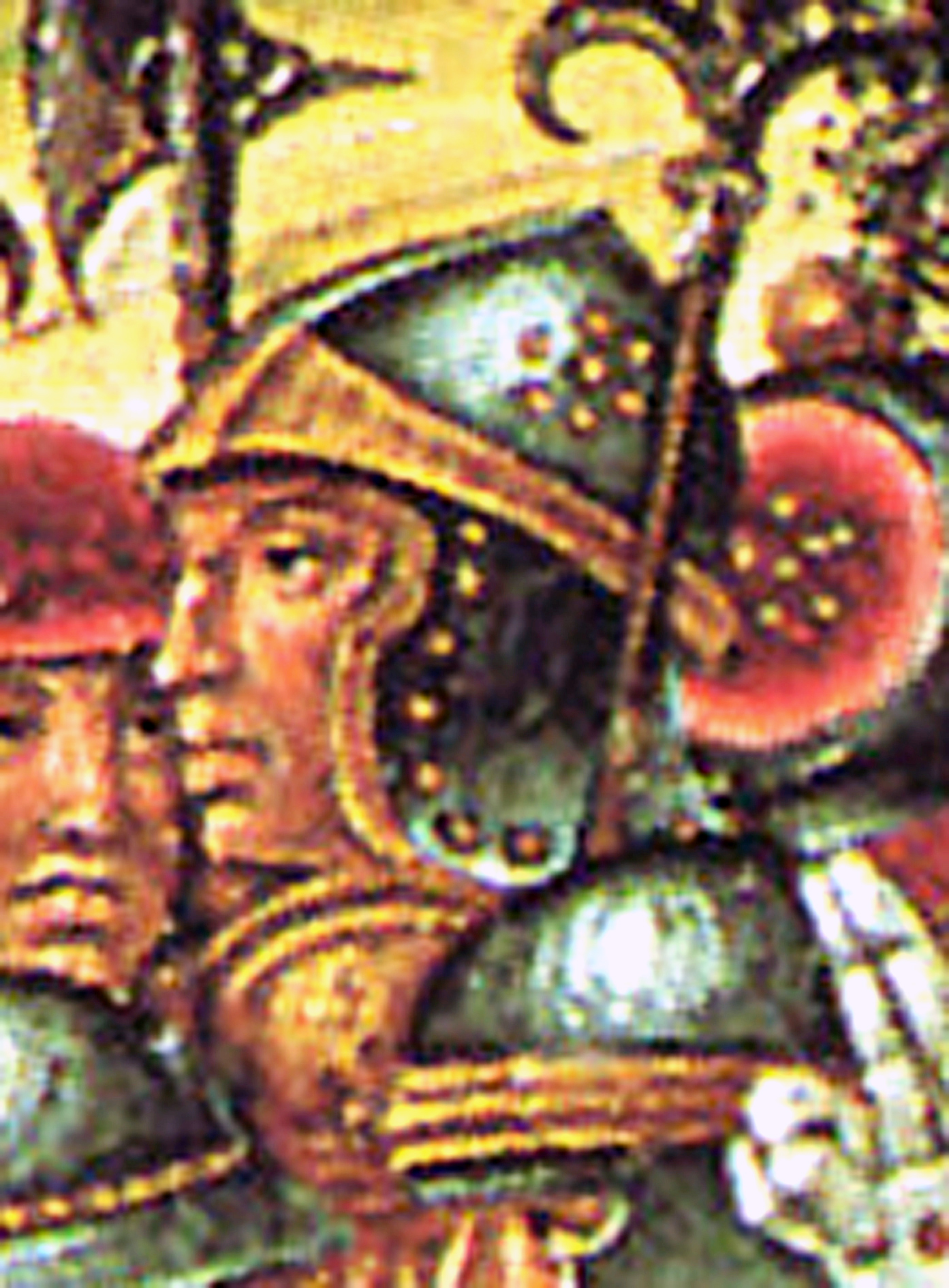
Raymond de Turenne, sur la fresque de l'Ospedale Santa-Maria della Scala à Sienne.

En 1235, le baron de Castellane cède ses droits sur Barrême au comte de Provence. Le village reste propriété des comtes de Provence jusqu’en 1348, date à laquelle la reine Jeanne l’échange contre une terre du royaume de Naples. Il devient alors le fief des Villeneuve jusqu’en 1748. À cette date, sept autres familles nobles possèdent des droits de co-seigneurie sur la commune, et cinq y résident.
En 1342, la communauté de Barrême est rattachée à la viguerie de Castellane par le comte de Provence. La mort de la reine Jeanne Ire ouvre une crise de succession à la tête du comté de Provence, les villes de l’Union d'Aix (1382-1387) soutenant Charles de Duras contre Louis Ier d'Anjou. Puis, Aix se soumet en octobre 1387, ce qui précipite le ralliement des carlistes, dont le seigneur de Barrême, Géraud de Villeneuve. Alors qu’il soutenait Charles de Duras depuis plusieurs années, il rejoint avec ses deux frères seigneurs de Gourdon et Roquebrune le camp angevin et obtient un « chapitre de paix » de Marie de Châtillon le 2 janvier 1388 et prête hommage à Louis II d'Anjou, âgé de dix ans. La communauté villageoise soutenait elle aussi Charles de Duras, et elle aussi se soumit après 1386.
En 1390, le village est rançonné par Raymond de Turenne.
Barrême est le chef-lieu d’une baillie dont le territoire est détaché de celui de la baillie de Digne à la fin du XIVe siècle. Elle est chef-lieu de viguerie du XVe siècle jusqu’à la Révolution, viguerie dont dépendaient Clumanc, Lambruisse, Tartonne (les terres dites Baussenques, du nom de Raymond des Baux, qui les possédait de la dot d’Étiennette de Provence au XIIe siècle>), Saint-Jacques et Chaudon, dont dépendait Norante.
Le village de Gévaudan constitue un fief distinct de celui de Barrême.

### Temps modernes:XVIe,XVIIeetXVIIIesiècles
À partir du XVIe siècle au moins, la communauté désigne trois consuls pour son administration : deux sont élus par les Barrêmois, le troisième par Saint-Lions ou Gévaudan alternativement un an sur deux. Elle passe de la viguerie de Castellane à celle de Digne.
En 1536, lors de l’invasion de la Provence par Charles Quint, toutes les récoltes de l’arrière-pays furent détruites, y compris celles de Barrême.
En 1559, Antoine de Mauvans pille les chapelles et brûle les archives communales. Pour se protéger des bandes catholiques et protestantes qui passaient sur les chemins, une muraille est érigée en 1589-1590, mais ces murailles construites à la hâte étaient très peu solides et, en 1688, elles avaient disparu et étaient complètement oubliées des Barrêmois.
En 1629, l’épidémie de peste atteint Barrême malgré le cordon sanitaire établi en amont, et la touche durement. Très appauvrie, la commune est classée comme « commune impuissante » en 1639, et autorisée à vendre ses terres pour payer ses dettes (49 000 livres). Une foire de rayonnement local se tenait à Barrême jusqu’à la Révolution.
En 1703, l’évêque de Senez Jean Soanen détruit le menhir. La peste de 1720 n’atteint pas Barrême, peut-être en raison du cordon sanitaire établi sur le Verdon.

### Révolution française et Empire
Le cahier de doléances de la communauté de Barrême est rédigé le 29 mars, à la chapelle Notre-Dame-du-Pont, l’hôtel de ville étant trop petit pour accueillir toute la population ; le même jour, les députés de la communauté sont élus pour le porter à Digne.
La nouvelle de la prise de la Bastille est accueillie favorablement, cet événement annonçant la fin de l’arbitraire royal et, peut-être, des changements plus profonds dans l’organisation de la France. Immédiatement après l’arrivée de la nouvelle, un grand phénomène de peur collective s’empare de la France. Des rumeurs de troupes de plusieurs milliers d’hommes en armes, soldés par les aristocrates et dévastant tout sur leur passage, se propagent à grande vitesse et provoquent la panique. On sonne le tocsin, on s’arme, on envoie des messages aux villages voisins pour se renseigner, ce qui propage la peur. Les solidarités se créent ainsi ; les milices formées à cette occasion constituent la base des bataillons de la Garde nationales. Cette Grande Peur, venant de Digne et appartenant au courant de la « peur du Mâconnais », atteint Barrême et sa région le 31 juillet 1789 avant de s’éteindre, en bout de course.
Les suites de la Révolution sont encore bien accueillies : elle permet par exemple à la commune d’acheter ses biens au seigneur, le marquis Pierre Louis d’Aiminy, en 1792 et 1794. Le curé de Barrême et son vicaire prêtent serment à la constitution civile du clergé. En janvier 1791, le hameau de Saint-Lyons demande son détachement comme commune, qu’il obtient en mars 1791.
La société patriotique de la commune fait partie des 21 premières créées dans les Basses-Alpes, avant juin 1792.
Avec la déclaration de guerre à l’Autriche (avril 1792), la garde nationale est organisée en juillet, et deux des cloches et la croix du clocher sont descendus pour être envoyées à la fonte. De même, la chapelle Saint-Blaise est utilisée pour stocker du fourrage pour l’armée des Alpes, et en septembre, seize Barrêmois se portent volontaires et rejoignent l’armée. Avec la proclamation de la République (21 septembre), deux chênes sont plantés comme arbre de la liberté pour l’un et arbre de la fraternité pour le second.
Le 5 frimaire an III, le représentant en mission Gauthier épure la société populaire (le club).
Durant les Cent-Jours, l’Empereur Napoléon Ier passe la nuit du 3 au 4 mars à Barrême, suivi le 5 par les troupes royales à sa poursuite.

### XIXesiècle

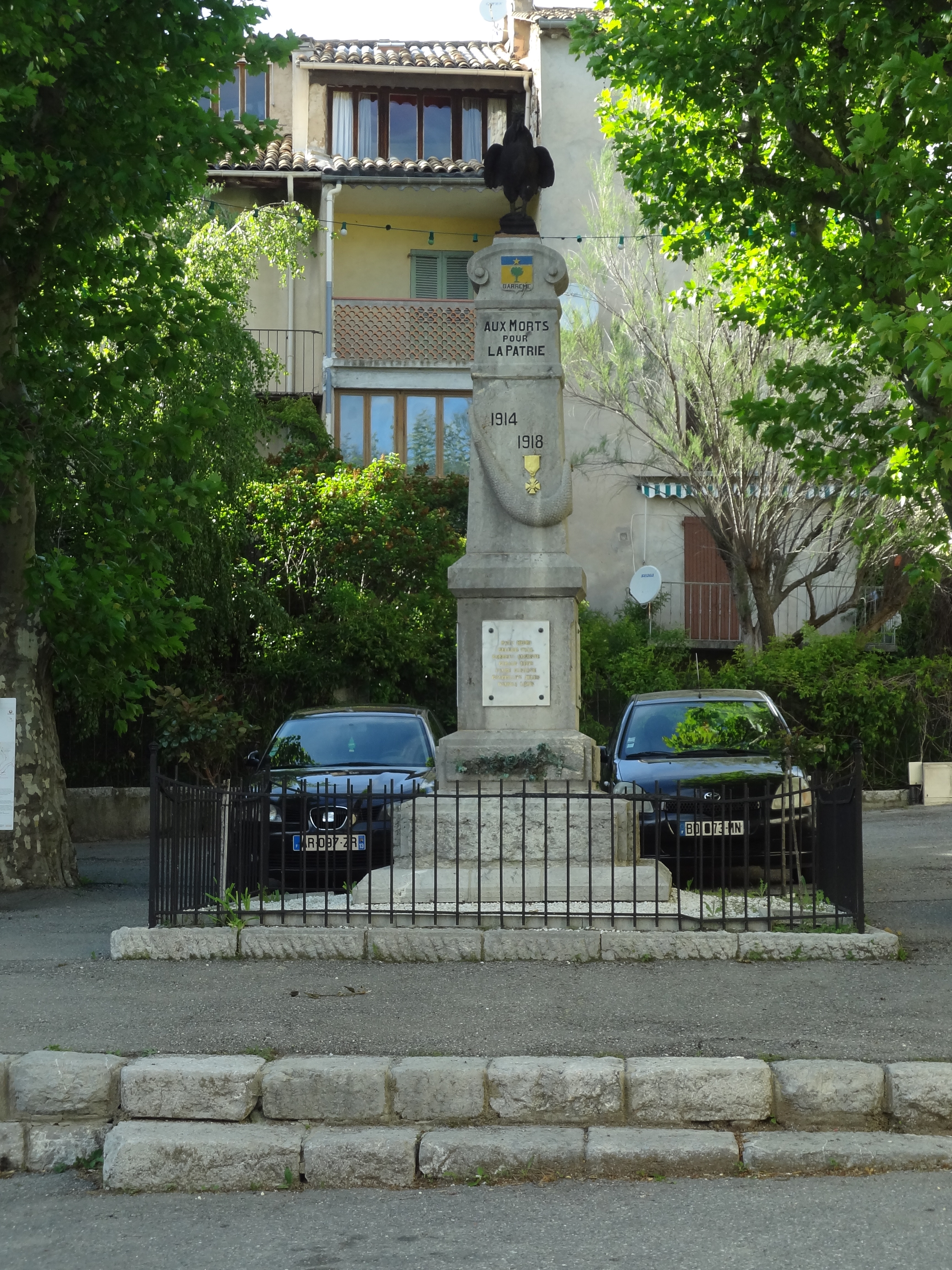
Monument aux morts de la commune.

L’épidémie de choléra fait quelques morts en 1834, puis 25 à l’été 1835. Le village est ravagé par une crue de l’Asse en 1860.
La commune connaît un certain essor industriel grâce au tissage de la laine. La fabrique est ouverte vers 1843 par Ravel, sur le modèle de la fabrique Honnorat de Saint-André-de-Méouilles. Cette activité disparaît à la fin du XIXe siècle.
Le coup d'État du 2 décembre 1851 commis par Louis-Napoléon Bonaparte contre la Deuxième République provoque un soulèvement armé dans les Basses-Alpes, en défense de la Constitution. Après l’échec de l’insurrection, une sévère répression poursuit ceux qui se sont levés pour défendre la République : 11 habitants de Barrême sont traduits devant la commission mixte, la majorité étant condamnés à la déportation en Algérie.
Comme de nombreuses communes du département, Barrême se dote d’écoles bien avant les lois Jules Ferry : en 1863, elle en compte déjà deux, installées au chef-lieu et au hameau de Gévaudan, qui dispensent une instruction primaire aux garçons. Aucune instruction n’est donnée aux filles : la loi Falloux (1851) impose pourtant l’ouverture d’une école de filles aux communes de plus de 800 habitants, mais n’est pas appliquée. C’est avec la première loi Duruy (1867), qui abaisse ce seuil à 500 habitants, que Barrême se décide à enseigner aussi à ses filles. La commune profite de la deuxième loi Duruy (1877) pour rénover l’école du village.
Le train circule sur le premier tronçon de la ligne des chemins de fer de Provence, allant de Digne à Saint-André-les-Alpes à partir du 15 mai 1892. Le tunnel de la Colle est achevé en 1903, et la totalité de la ligne entre Saint-André et Nice est inaugurée du 5 au 7 août 1911 en présence de Victor Augagneur, ministre des Travaux Publics.

### XXesiècle
Pendant la Seconde Guerre mondiale, deux familles lorraines se réfugient à Barrême. De confession juive, elles sont déportées le 30 mars 1944, soit treize personnes au total.
Le 4 mars 1944, deux policiers de la Gestapo sont arrêtés par les membres de l’Armée secrète (AS).
La commune a été décorée, le 11 novembre 1948, de la Croix de guerre 1939-1945.
Jusqu’au milieu du XXe siècle, la vigne était cultivée dans la commune, uniquement pour l’autoconsommation. Cette culture a depuis été abandonnée.

### Héraldique
| Blason de Barrême | Blason  | De gueules fretté de six lances d'or, entresemé de petits écussons du même, et sur le tout un écusson d'azur chargé d'une fleur de lys d'or,.                                        |
| Blason de Barrême | Détails | Les armoiries de Barrême reprennent celles de la maison de Villeneuve (Provence), seigneurs du lieu pendant près de quatre siècles. Le statut officiel du blason reste à déterminer. |

## Économie

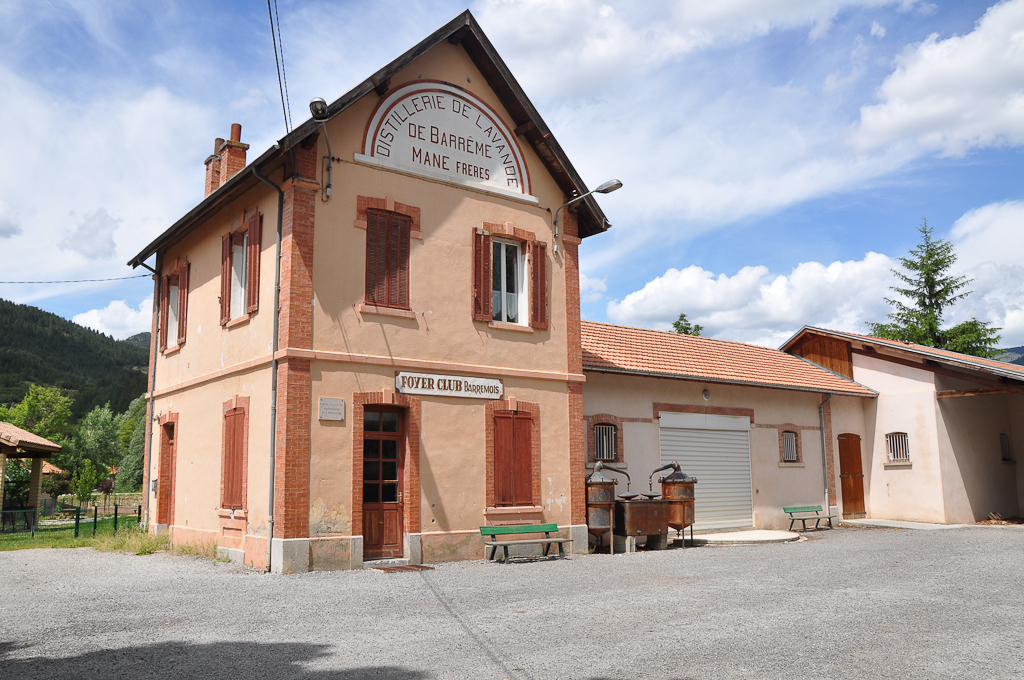
Ancienne distillerie de lavande.

### Aperçu général
En 2009, la population active s'élevait à 203 personnes, dont 29 chômeurs (28 fin 2011). Ces travailleurs sont majoritairement salariés (74 %) et travaillent majoritairement hors de la commune (58 %). L'essentiel des emplois de la commune se trouvent dans les services et les commerces.

### Agriculture
Fin 2010, le secteur primaire (agriculture, sylviculture, pêche) comptait  établissements actifs au sens de l’Insee et ne fournissait aucun emploi salarié.
Le nombre d’exploitations, selon l’enquête Agreste du ministère de l’Agriculture, est en baisse continue depuis un quart de siècle : il est passé de 14 en 1988 à 11 en 2000 et 7 en 2010. Ces exploitations sont des élevages ovins et des fermes pratiquant la polyculture. De 1988 à 2000, la surface agricole utile (SAU) est passé de 1035 ha à 1245 ha, avant de retomber à moins de 600 ha en 2010.

### Industrie
Fin 2010, le secteur secondaire (industrie et construction) comptait 16 établissements, employant 7 salariés.
La commune compte une scierie et une distillerie de lavande.

### Activités de service
Fin 2010, le secteur tertiaire (commerces, services) comptait 29 établissements (avec 15 emplois salariés), auxquels s'ajoutent les 9 établissements administratifs, sanitaire et sociaux et de l’enseignement (salariant 26 personnes).
D'après l’Observatoire départemental du tourisme, la fonction touristique est importante pour la commune, avec entre un et cinq touristes accueillis par habitant, l’essentiel de la capacité d'hébergement étant non marchande. Plusieurs structures d'hébergement à finalité touristique existent dans la commune :
- au moins 2 hôtels en 2007[86] (un non classé[87] et un classé deux étoiles[88]). Seul l'hôtel classé subsiste en 2012, avec 11 chambres[89] ;
- un camping trois étoiles créé en 1974 mais pas présent dans toutes les études, et ayant une capacité de 130 emplacements[89] ;
- quelques meublés[90].

Les résidences secondaires apportent un appoint non négligeable à la capacité d'accueil (114 résidences secondaires sont recensées dans la commune).

## Politique et administration

### Municipalité
| Période                                  | Période   | Identité            | Étiquette | Qualité                                                                    |
| ---------------------------------------- | --------- | ------------------- | --------- | -------------------------------------------------------------------------- |
| Les données manquantes sont à compléter. |           |                     |           |                                                                            |
| 1789                                     | 1790      | Claude-André Martin |           | Dernier maire d’Ancien Régime                                              |
| 1790                                     | 1791      | Jean Mariaud        |           | Premier maire élu après la Révolution française                            |
|                                          |           |                     |           |                                                                            |
| 1792                                     |           | J.-B. Béraud        |           |                                                                            |
|                                          |           | Frédéric Vellon     |           | Nommé conseiller départemental en 1943                                     |
| mai 1945                                 |           | Antoine Garron      |           |                                                                            |
|                                          | 1973      | Maxime Nègre        | RGR       | Conseiller général du canton de Barrême (1955-1973)                        |
| 1980                                     | 1995      | Michel Blache       |           |                                                                            |
|                                          | mars 2008 | Jean-Marie Gibelin  | PR        | Fonctionnaire à la DDE Conseiller général du canton de Barrême (1992-2011) |
| mars 2008                                | En cours  | Jean-Louis Chabaud  | DVG       | Employé                                                                    |

### Intercommunalité
Barrême a fait partie, jusqu'en 2016, de la communauté de communes du Moyen Verdon. Depuis le 1er janvier 2017, elle fait partie de la communauté de communes Alpes Provence Verdon - Sources de Lumière.

### Urbanisme
La communauté de communes Alpes Provence Verdon - Sources de Lumière, créée le 24 novembre 2016 avec effet le 1er janvier 2017, regroupe désormais 41 communes. Cet établissement public de coopération intercommunale (EPCI) s'est engagé dans une démarche d’élaboration d’un plan local d’urbanisme intercommunal (PLUi).

### Budget et fiscalité 2016
En 2016, le budget de la commune était constitué ainsi :
- total des produits de fonctionnement : 553 000 €, soit 1 226 € par habitant ;
- total des charges de fonctionnement : 505 000 €, soit 1 120 € par habitant ;
- total des ressources d’investissement : 133 000 €, soit 295 € par habitant ;
- total des emplois d’investissement : 109 000 €, soit 241 € par habitant.
- endettement : 776 000 €, soit 1 721 € par habitant.

Avec les taux de fiscalité suivants :
- taxe d’habitation : 10,43 % ;
- taxe foncière sur les propriétés bâties : 23,26 % ;
- taxe foncière sur les propriétés non bâties : 52,05 % ;
- taxe additionnelle à la taxe foncière sur les propriétés non bâties : 58,73 % ;
- cotisation foncière des entreprises : 26,59 %.

Chiffres clés Revenus et pauvreté des ménages en 2014 : médiane en 2014 du revenu disponible,  par unité de consommation : 19 967 €.

### Enseignement
La commune possède une école primaire.
La commune possède une bibliothèque municipale informatisée, qui fait aussi office de BCD (catalogue en ligne).

### Administrations
Une brigade de gendarmerie de proximité est implantée à Barrême. Elle dépend de celle de Mézel.

## Démographie

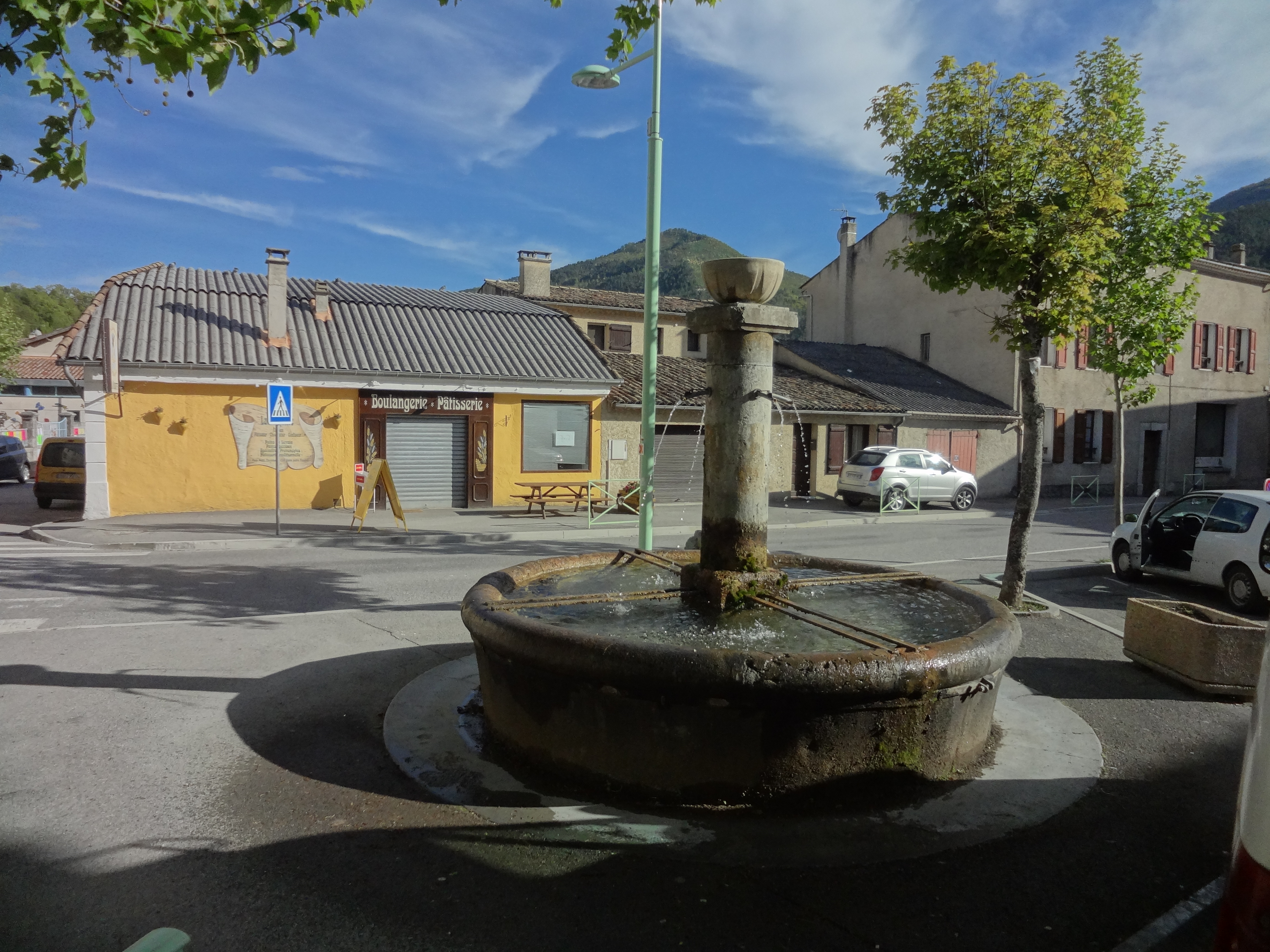
Fontaine de la place de l’Église.

En 2022, Barrême comptait 402 habitants. À partir du XXIe siècle, les recensements réels des communes de moins de 10 000 habitants ont lieu tous les cinq ans (2004, 2009, 2014, 2019, etc. pour Barrême). Les autres dates de « recensements » sont des estimations légales.
| 1315     | 1471    | 1765  | 1793 | 1800 | 1806  | 1821  | 1831 | 1836  | 1841  |
| -------- | ------- | ----- | ---- | ---- | ----- | ----- | ---- | ----- | ----- |
| 140 feux | 61 feux | 1 081 | 897  | 823  | 1 077 | 1 012 | 997  | 1 077 | 1 124 |

| 1846  | 1851  | 1856  | 1861  | 1866  | 1872  | 1876  | 1881 | 1886 | 1891  |
| ----- | ----- | ----- | ----- | ----- | ----- | ----- | ---- | ---- | ----- |
| 1 137 | 1 130 | 1 114 | 1 066 | 1 102 | 1 000 | 1 026 | 973  | 971  | 1 437 |

| 1896 | 1901 | 1906 | 1911 | 1921 | 1926 | 1931 | 1936 | 1946 | 1954 |
| ---- | ---- | ---- | ---- | ---- | ---- | ---- | ---- | ---- | ---- |
| 865  | 820  | 737  | 761  | 707  | 682  | 686  | 643  | 547  | 512  |

| 1962 | 1968 | 1975 | 1982 | 1990 | 1999 | 2004 | 2009 | 2014 | 2016 |
| ---- | ---- | ---- | ---- | ---- | ---- | ---- | ---- | ---- | ---- |
| 514  | 510  | 435  | 421  | 473  | 433  | 497  | 467  | 435  | 439  |

L’histoire démographique de Barrême, après la saignée des XIVe et XVe siècles et le long mouvement de croissance jusqu’au début du XIXe siècle, est marquée par une période d’« étale » où la population reste relativement stable à un niveau élevé. Cette période dure la plus grande partie du XIXe siècle. L’exode rural provoque ensuite un mouvement de recul démographique de longue durée. Après la Seconde Guerre mondiale, la commune enregistre la perte de plus de la moitié de sa population par rapport au maximum historique de 1846, ce qui est assez tardif pour le département. Le mouvement de baisse s'est poursuivi assez tard aussi, jusqu’à la fin des années 1990.

## Lieux et monuments
- Églises : Saint-Jean-Baptiste (1875)[109] ; Sainte-Anne[110], façade ocrée, à Gévaudan (XIXe siècle), reconstruite en 1837[111],[30]
- La chapelle Saint-Jean[112], église de l’ancien village, restaurée, abrite des ex-voto anciens (1765 et 1836[113]).
- La chapelle Notre-Dame-de-Miséricorde, à l’entrée du village, également appelée Notre-Dame-du-Pont[114], Notre-Dame-de-Consolation et Notre-Dame-de-Compassion, a pu être construite à la suite des calamités de la guerre de Cent Ans[30].
- L’église Saint-Jean-Baptiste succède à l’ancienne église[115], fermée en 1846 et 1862 car en trop mauvais état et dangereuse. Le prêtre nommé en 1864, Jean-Esprit Pellissier, entame la construction de l’église actuelle. L’ancien château est détruit pour lui laisser la place, et l’église construite de 1870 à 1871. Le chœur est voûté d’ogives[116]. Les cloches sont du XIXe siècle[117],[118].
- Mont calvaire[119].
- Fontaine place François-Beraud[120].

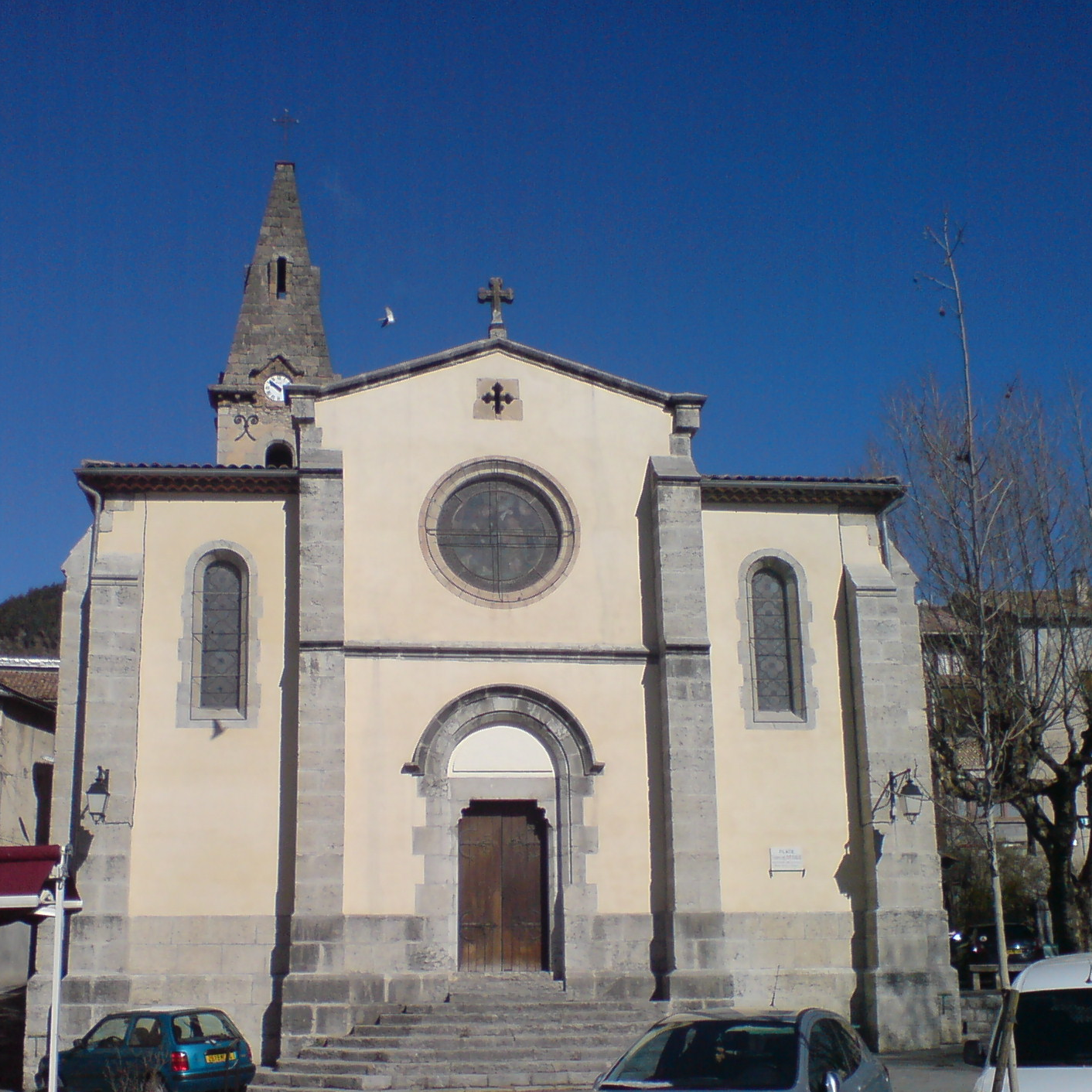
Église Saint-Jean-Baptiste.
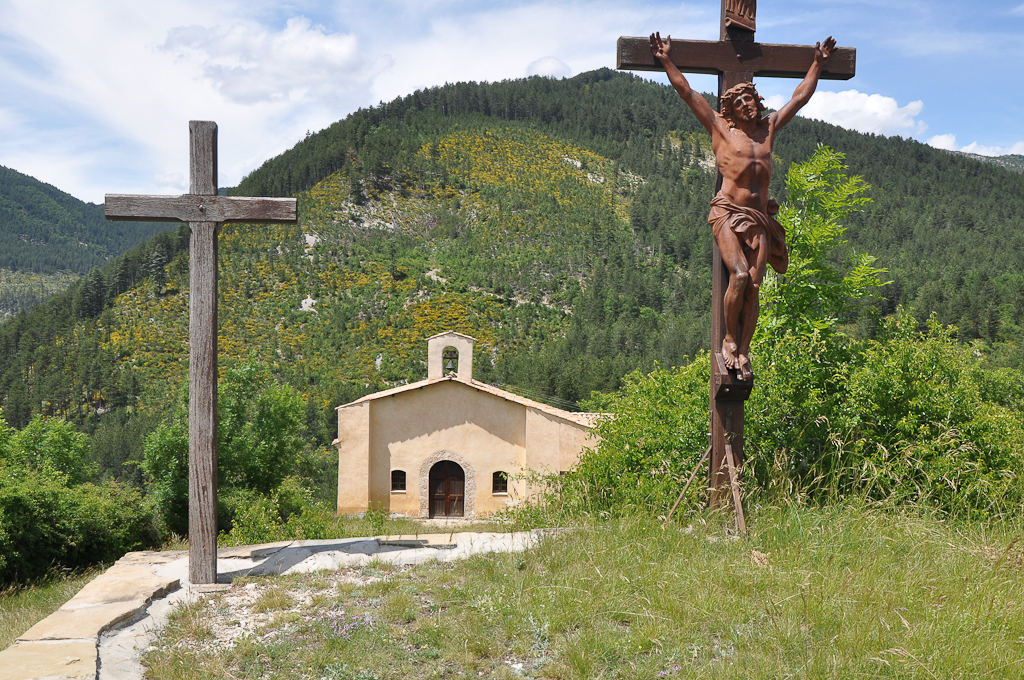
Chapelle Saint-Jean.
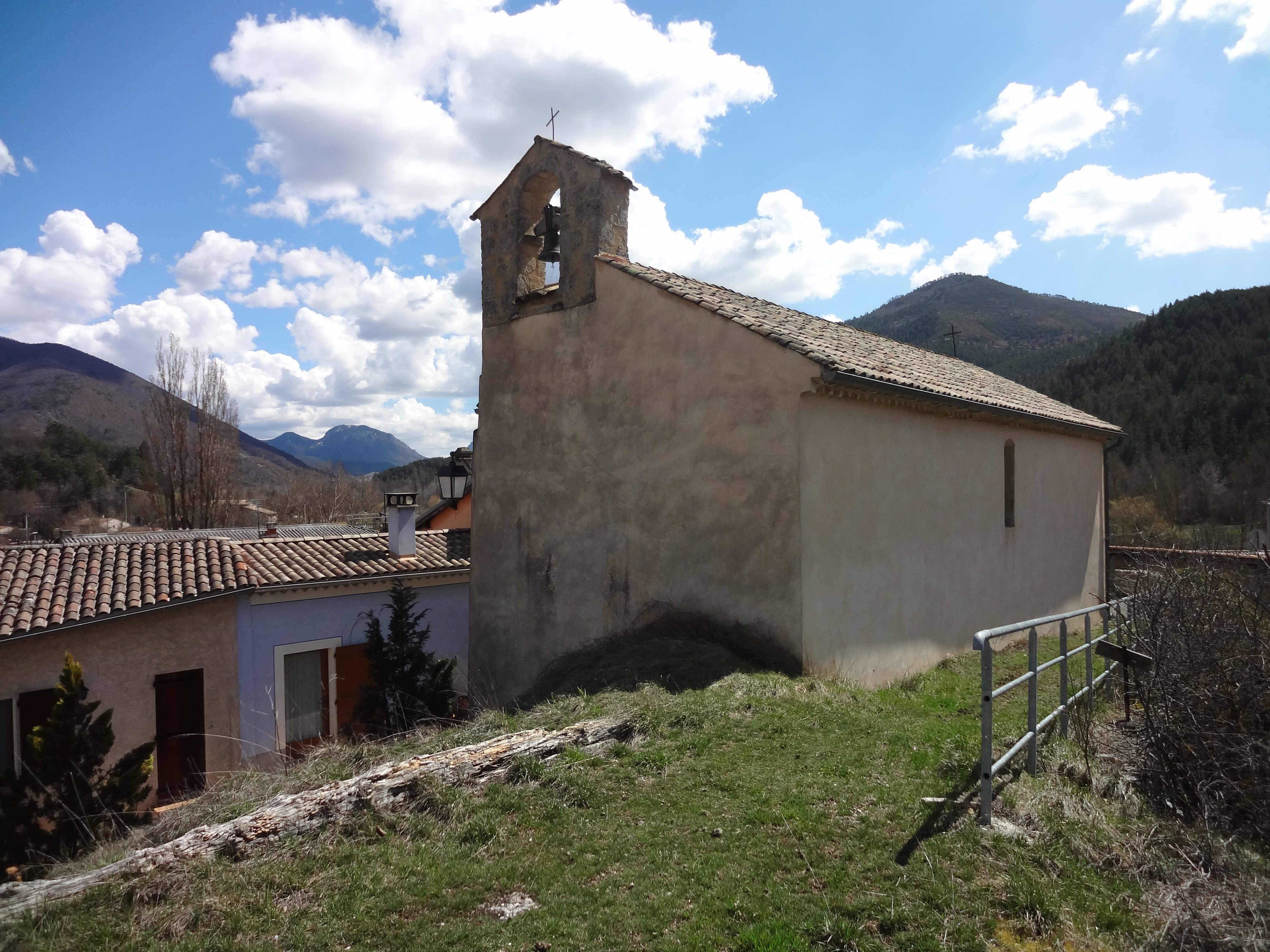
Chapelle Notre-Dame-de-Miséricorde.

## Personnalités liées à la commune
- Bernard Laurens (1741-1802), né à Barrême, député des Bouches-du-Rhône à la Convention.